# Pileni
Pileni est une île de l'archipel des îles Reef, province de Temotu, dans la partie septentrionale de l'État des Îles Salomon (Polynésie). Cette exclave polynésienne est peuplée par des Polynésiens.
Le nom de pileni a un temps été employé pour désigner la langue polynésienne qui est parlée dans la région. Cette langue est désormais appelée vaeakau-taumako.